# 마실링역

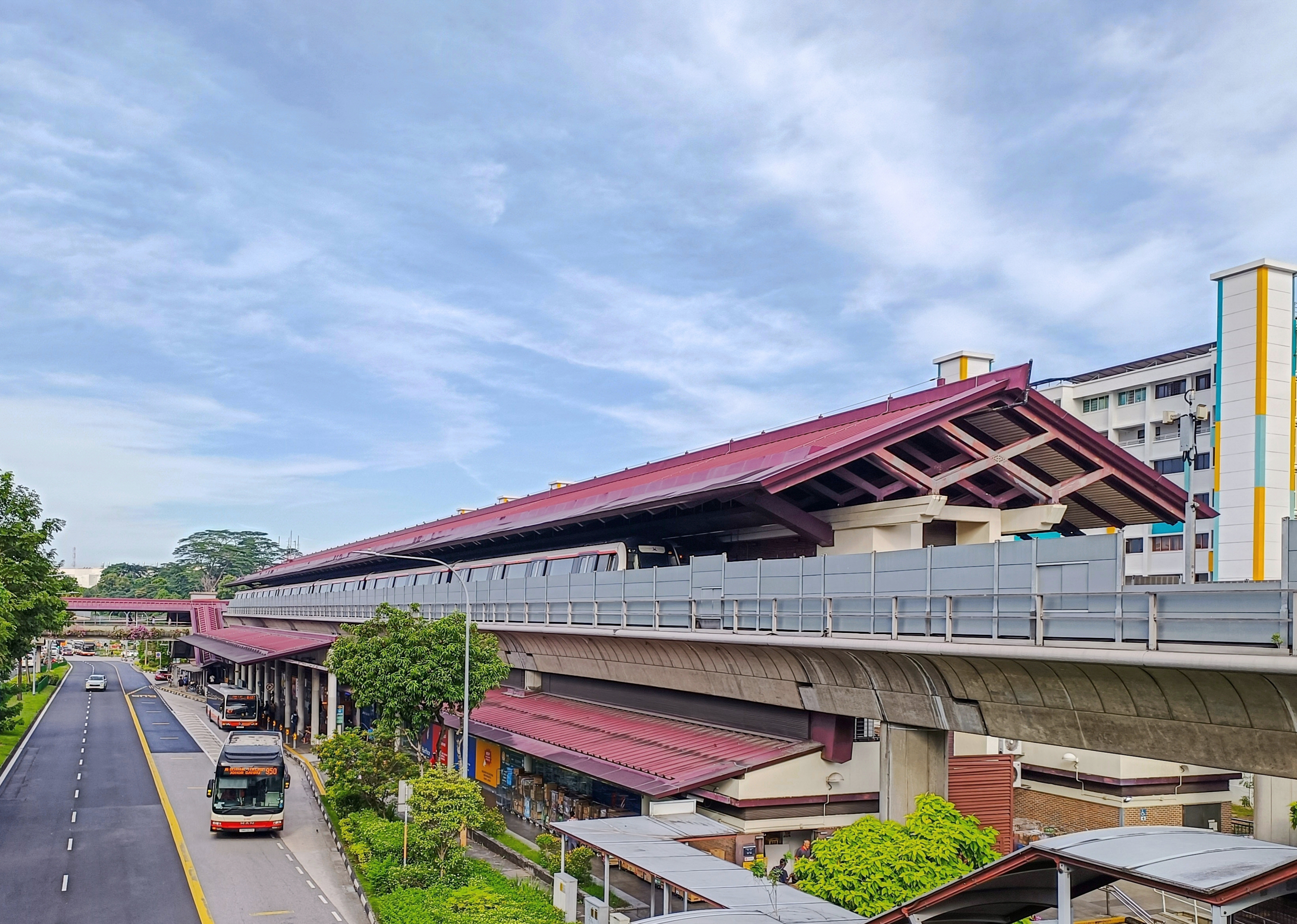

마실링역(Marsiling MRT station)은 싱가포르 우드랜즈 노스사우스선에 있는 지상 MRT(Mass Rapid Transit) 역이다.
우드랜즈 애비뉴 1, 우드랜즈 센터 로드 및 우드랜즈 스트리트 11 교차점 사이의 우드랜즈 애비뉴 3을 따라 위치한 마실링역은 우드랜즈 뉴 타운 서부의 주거 지역에 서비스를 제공하며 우드랜즈 크로싱에 위치한 우드랜즈 체크포인트에서 가장 가까운 MRT 역이다. 우드랜즈 트레인 체크포인트(Woodlands Train Checkpoint)와 우드랜즈 센터 로드(Woodlands Center Road)에 위치한 현재 철거된 오래된 우드랜즈 타운 센터도 있다.